# 소피 톰프슨
소피 톰프슨(영어: Sophie Thompson, 1962년 1월 20일 ~ )은 잉글랜드의 배우이다.

## 출연 작품
- 댓 데이 위 생 (2014)
- 해리 포터와 죽음의 성물 - 1부 (2010)
- 먹고 기도하고 사랑하라 (2010)
- 모리스 - 라이프 위드 벨스 온 (2009)
- 영 비지터스 (2003)
- 니콜라스 니클비 (2002)
- 고스포드 파크 (2001)
- 상대적 가치 (2000)
- 기차길 옆 아이들 (2000)
- 루나사에서 춤을 (1998)
- 엠마 (1996)
- 설득 (1995)
- 캐티 21살의 비망록 (1991)
- 포클랜드의 생과 사 (1989)
- 이스트엔더스 (1985)